# Роберт Смит (музичар)
Роберт Џејмс Смит (енгл. Robert James Smith; рођен 21. априла 1959. Блекпул, Енглеска) је певач групе Кјур. Смит свира гитару од своје дванаесте године, иначе је свирао гитару са 6 и 12 жица, бас са 4 и 6 жица, клавијатуре и виолину. Смит је примљен у Дворану славних рокенрола као члан групе Кјур, 2019. године.